# Pédale (signalisation ferroviaire)
Pour les articles homonymes, voir pédale.

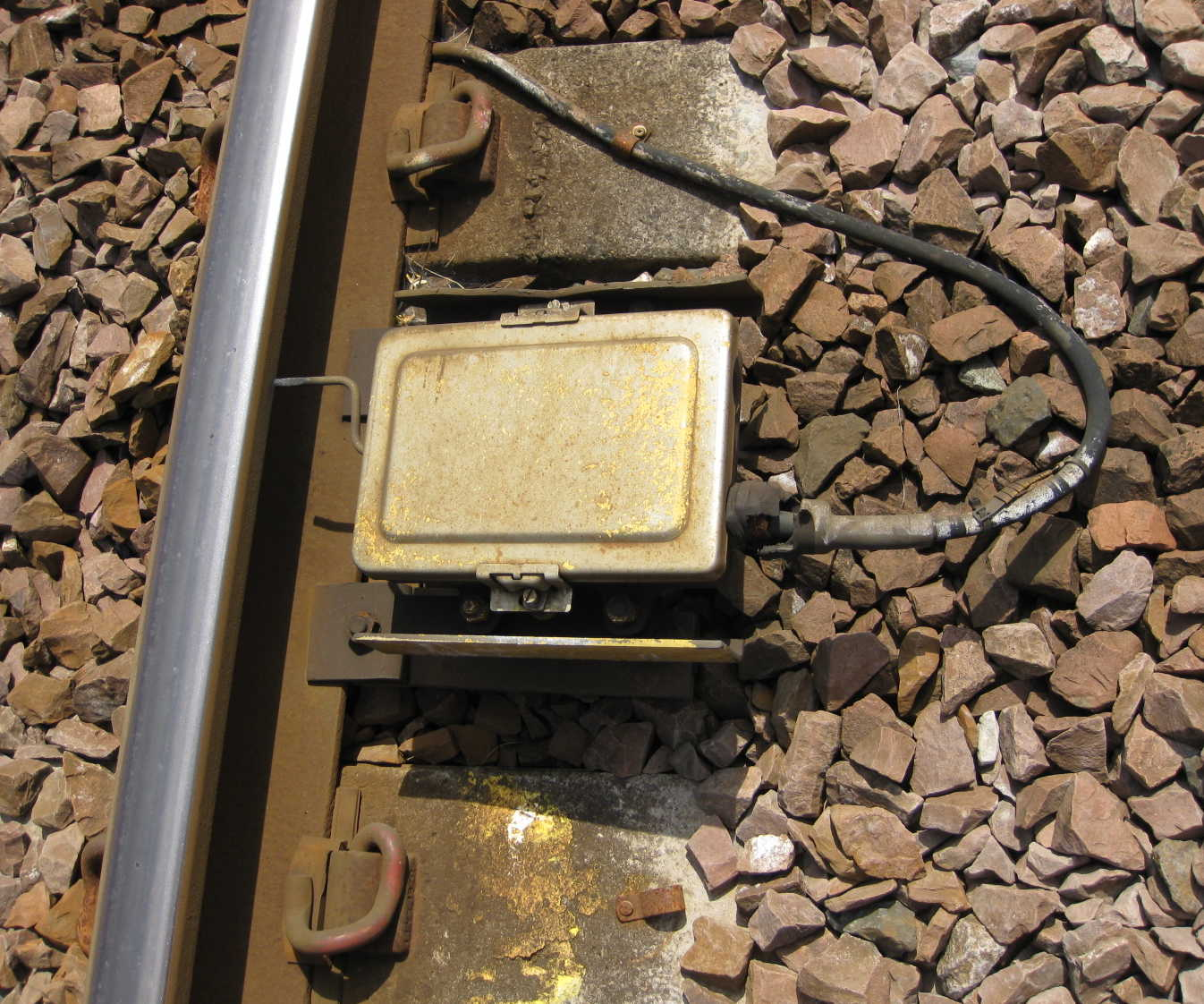
Une pédale électromécanique.

En signalisation ferroviaire, une pédale ou une pédale de passage ou un détecteur de train ou de circulation est un dispositif mécanique ou électrique servant à la détection du passage des roues d'un train à un lieu particulier. Ce dispositif sert notamment à commander les feux et les barrières d'un passage à niveau, d'un signal... Les pédales sont utilisées lorsqu'un circuit de voie doit être renforcé par des informations supplémentaires sur la position d'un train, comme autour d'un passage à niveau automatique, ou dans un circuit d'annonce, qui émet un avertissement indiquant qu'un train a dépassé un point précis. Elles constituent également une solution de secours essentielle en cas de défaillance du circuit de voie. La différence importante entre une pédale et un circuit de voie est que, tandis qu'un circuit de voie détecte un train sur une distance pouvant aller jusqu'à plusieurs kilomètres, une pédale assure la détection à un seul endroit fixe.

## Technologie

### Pédale mécanique

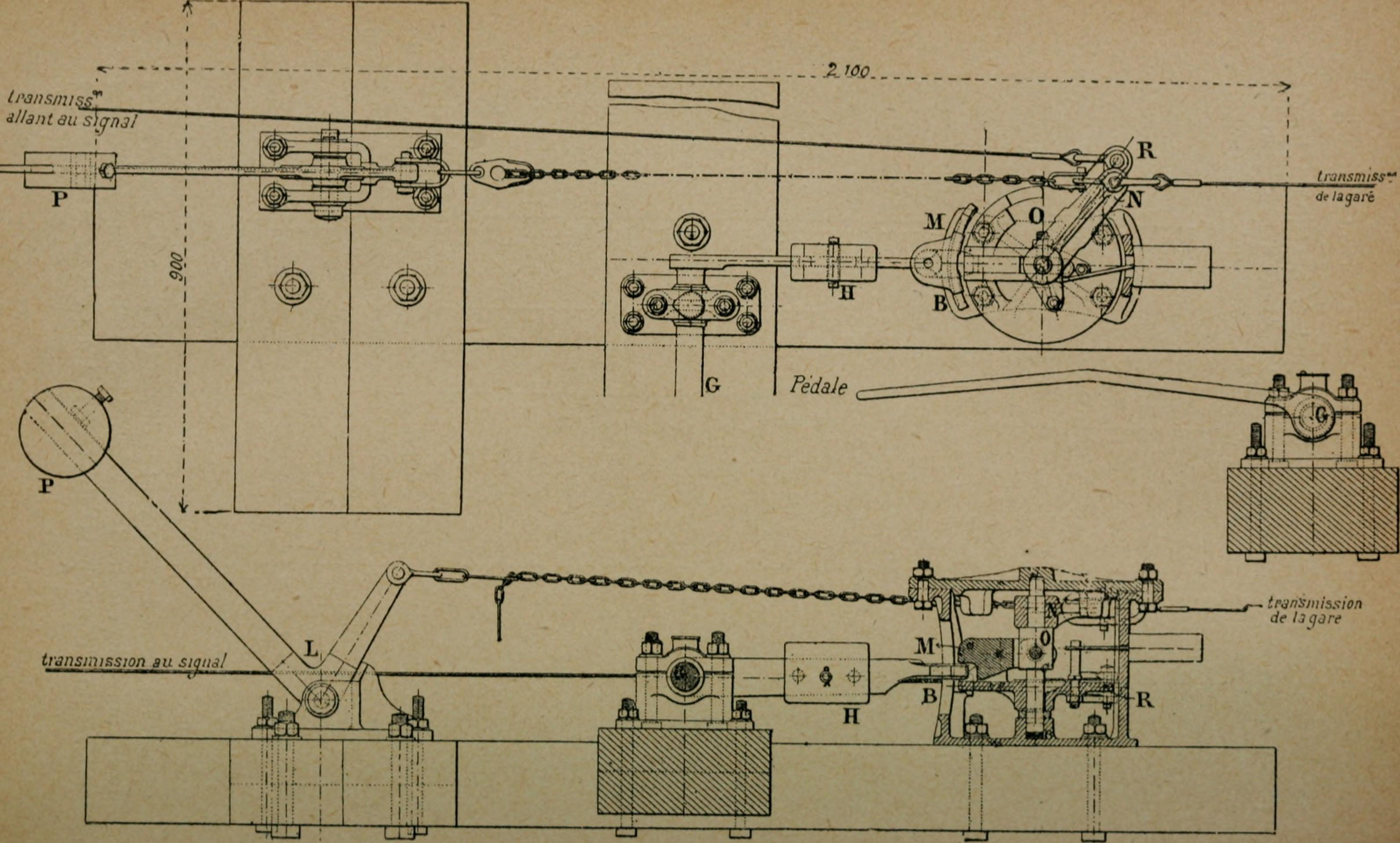
Pédale Aubine (1907).

À l'époque de la signalisation ferroviaire mécanique et jusqu'au milieu du XXe siècle, les pédales de passage étaient purement mécaniques à l'instar de la pédale système Aubine inventée par Jean Aubine en 1864.

« (les pédales Aubine) ont vraisemblablement été fabriquées dans l'usine ouverte en 1878 à Creil par la société Saxby et Farmer, fabrique de matériel ferroviaire fondée par John Saxby (inventeur en 1856 du système des enclenchements). Devenue Saxby en 1888, l'entreprise a été absorbée par Jeumont-Schneider en 1985, née en 1964 de la fusion de deux unités du groupe Schneider (fondé en 1836 et devenu Schneider Electric en 1999) : les Forges et Ateliers de Constructions électriques de Jeumont (Facej), de la famille Empain, et le Matériel électrique Schneider-Westinghouse, société créée en 1929 dans une usine du groupe bâtie en 1903 à Champagne-sur-Seine (Jeumont-Schneider a été racheté en 1989 par sa filiale Framatome). »

— Laurent Poupard, Notice de 2 détecteurs de passage (pédales) à Champagnole (2009)
Elles ont été remplacées progressivement par les pédales électromécaniques avec la généralisation de la signalisation ferroviaire électrique au cours du XXe siècle.
Dans les situations où les circuits de voie ne sont pas fiables en raison de la rouille des rails, par exemple à proximité des heurtoirs et des points d'arrêt, une longue barre de commande est utilisée. Lorsqu'elle est enfoncée, le signal obtient l'indication (s'il ne l'a pas déjà fait) de la présence d'un train dans une section.

### Pédale électromécanique
La pédale électromécanique apparaît au milieu de XXe siècle. Une pédale électromécanique possède un ou deux petits leviers mobiles en métal qui se trouvent en travers d'un rail dans le passage du boudin des roues du train. Lorsqu'il est enfoncé, un contrôleur de circuit électrique situé à l'intérieur de l'unité modifie sa sortie. Il reste enfoncé pendant plusieurs secondes, de sorte qu'un train comportant de nombreux essieux ne l'endommage pas indûment.
De nos jours, la détection s'effectue généralement à l'aide  de deux pédales, une sur chaque file de rail (redondance de sécurité). En passant, le boudin de la roue abaisse les tiges de la pédale, provoquant l'ouverture du circuit électrique de maintien en position d'ouverture et la commande de la séquence de fermeture. C'est un système monté en sécurité, c'est-à-dire que c'est la coupure de l'alimentation qui provoque la fermeture.

#### En France
En France, on trouve majoritairement  trois types de pédale électro-mécanique :
- deux types de pédales du constructeur Silec qui sont des détecteurs de passage[3] installés sur la voie et qui, actionnés par les roues du train, ont une fonction d'annonce. Pour des raisons de redondance, quatre pédales sont installées à un passage à niveau, deux en amont et deux en aval, une par fil de rail : la paire implantée en amont est la plus éloignée et sert à l'annonce, qui déclenche l'abaissement des barrières et la mise en route des signaux lumineux et sonores ; celle implantée le plus proche du passage en aval (suivant la direction du convoi) sert de pédale de réarmement (aussi appelée « pédale de reddition »), qui commande la remontée des barrières et l'arrêt des signaux. Dans ce cas de pédale électromécanique, le boudin de la roue actionne un petit levier qui, en s'abaissant, envoie une information puis, après le passage de la dernière roue, remonte lentement (grâce à l'action d'un retardateur à huile). La société Silec a produit deux modèles de pédale toujours en exploitation : 
  - la pédale Cautor à levier unique, indépendante du sens de circulation,
  - la pédale Forfex à deux leviers qui envoie les informations de sens de circulation en fonction du premier levier abaissé.

Toutefois, en cas de neige, ces leviers peuvent rester bloqués.
- Il existe un troisième type de pédale électro-mécanique déployée en France, dénommé « pédale Paulvé »[4].

### Pédale électronique

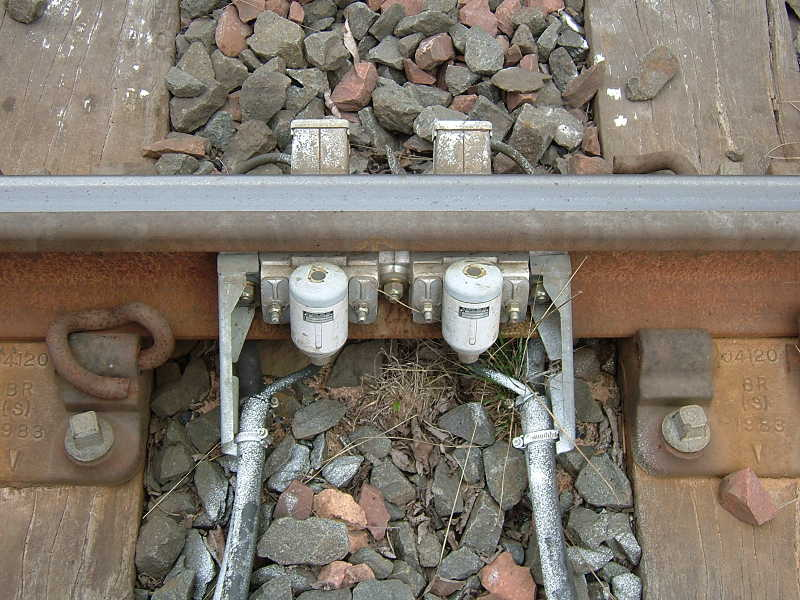
Tête de compteur d'essieu électronique Thales.

La dernière génération de pédale de passage est la pédale électronique qui ne comprend plus d'élément mécanique, susceptible d'être mis en défaut (blocage par de la neige, une pierre...) et date du dernier quart du XXe siècle. La  pédale électronique est basée sur un principe de détection sans contact du passage de la roue et utilise la perturbation d'un champ électromagnétique pour détecter un essieu, plutôt qu'un levier de dépression. Elle peut donc compter des essieux individuels. Les têtes de comptage électroniques sont utilisées dans les circuits compteur d'essieux qui peuvent remplacer complètement les circuits de voie.

## Inverseur
Une pédale mécanique qui met un signal à l'arrêt peut être remplacée par un court circuit de voie et un inverseur. Un inverseur est un verrou électrique qui permet d'inverser le signal, c'est-à-dire de le faire passer au vert. Lorsque le circuit de voie devant le signal est occupé, l'alimentation du verrou est coupée et le signal revient à l'arrêt, c'est-à-dire au rouge.
Les inverseurs ont été utilisés en Nouvelle-Galles du Sud, notamment pour mettre les signaux de départ en danger. Lorsque le signal était remis à l'arrêt, le système envoyait automatiquement le signal de cloche train en ligne (deux cloches) à la gare à l'avance. Cet équipement aurait permis d'éviter l' accident ferroviaire de Hawes Junction (en) (56 morts) où un train de nuit Londres-Glasgow remorqué par la 549 assistée d'une 120 de 1870 rattrape deux autres 220 classe 2 circulant à vide provoquant le télescopage et l'embrasement des voitures à caisse en bois éclairées au gaz.

## Passage à niveau

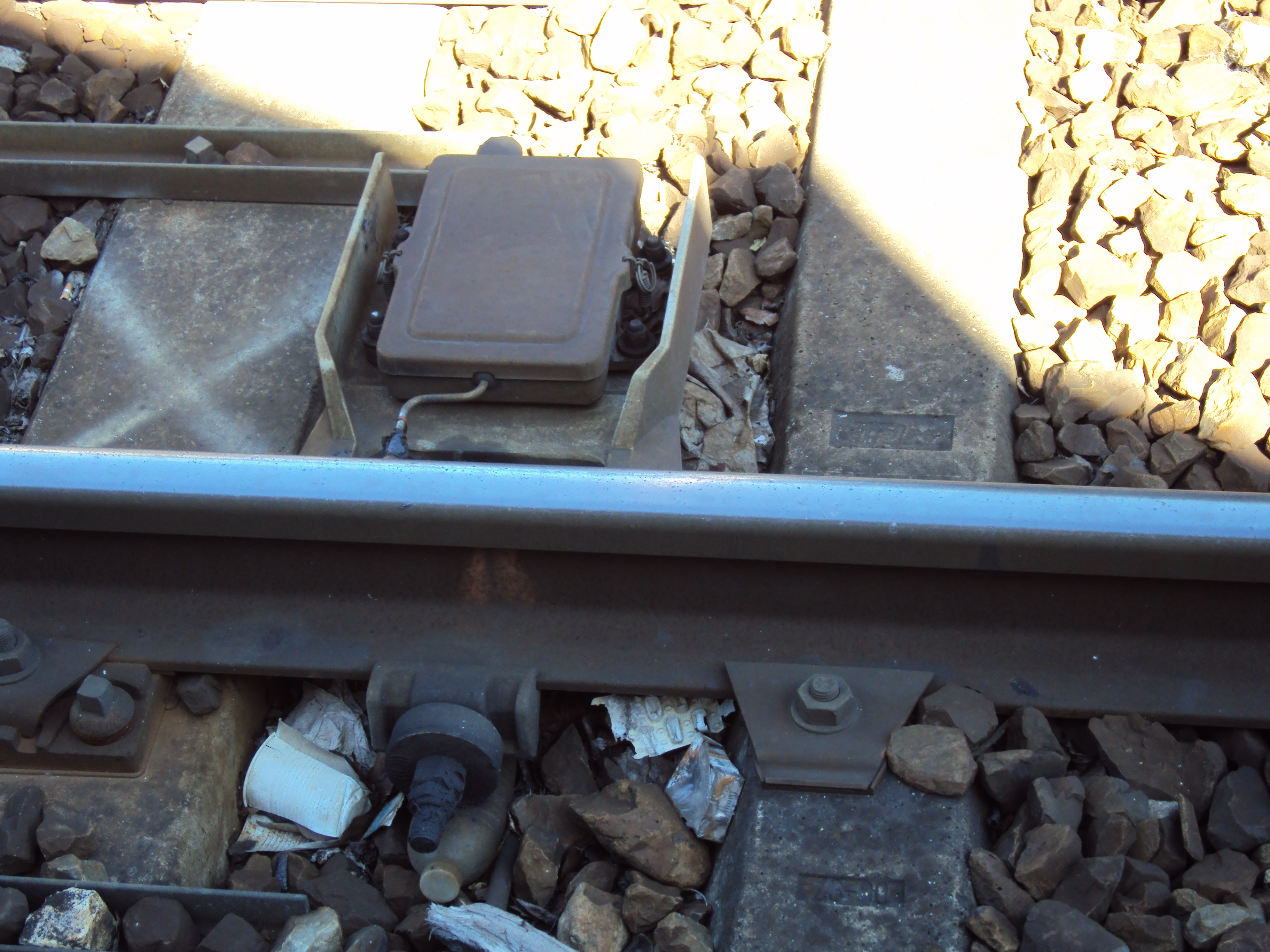
Pédale électromécanique avec ses joues de protection en aval du passage à niveau de Saint-Ouen l'Aumône.

Les pédales sont couramment utilisées pour faire fonctionner les passages à niveau entièrement automatiques, car elles permettent une détection beaucoup plus fiable et précise d'un train que les circuits de voie seuls, ce qui est important lorsqu'il n'y a qu'un peu plus de 30 secondes entre le moment où le train s'engage (en passant la pédale qui déclenche la séquence de passage) et le moment où il franchit le passage à niveau.

## Graisseurs

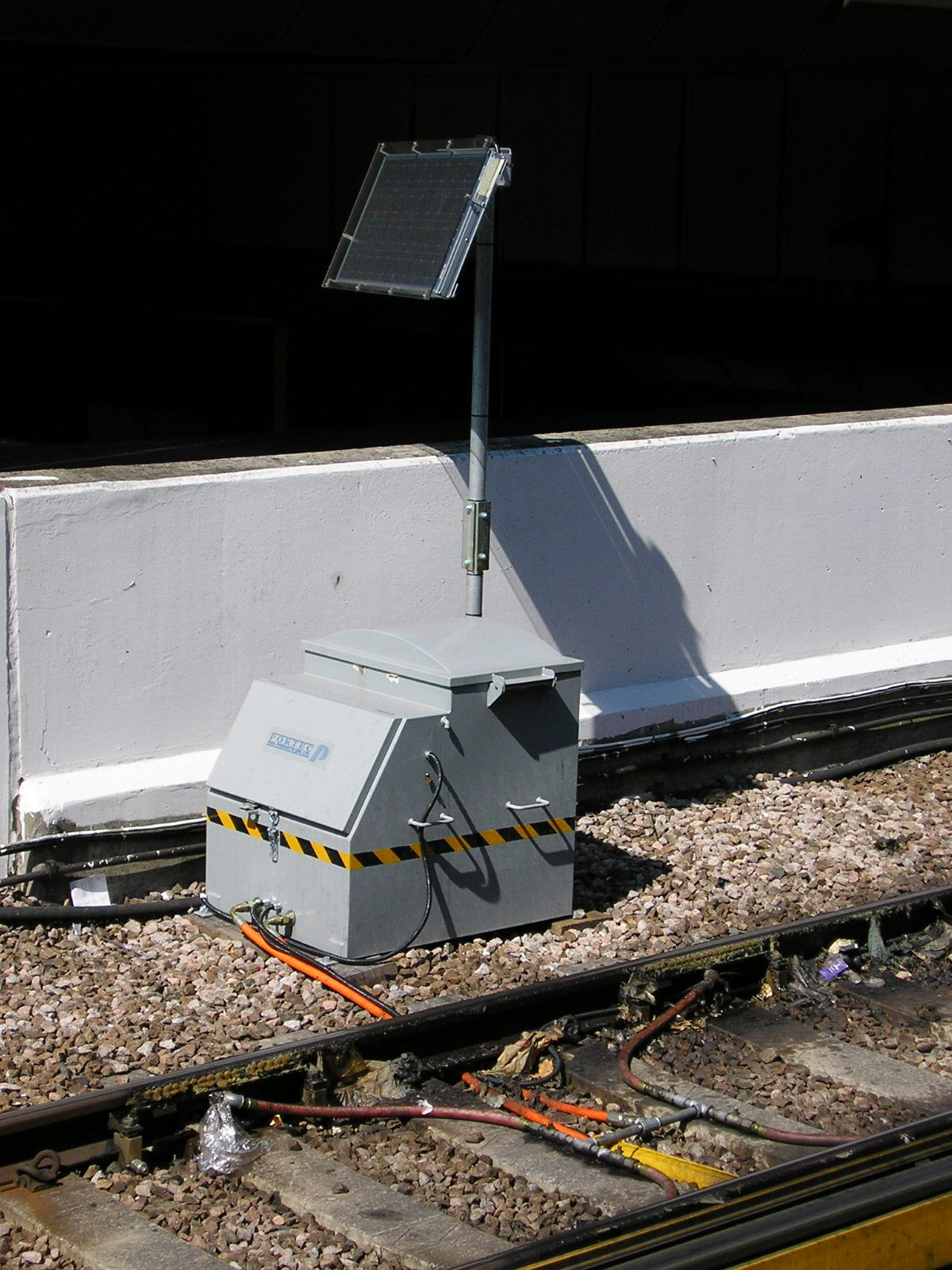
Une petite pédale actionne ce graisseur de voie.

Les graisseurs utilisent une petite pédale pour appliquer une petite quantité de graisse sur le bord intérieur du rail afin de réduire le frottement et le bruit entre le boudin de la roue et le rail.

## Accident du tunnel de Clayton
L'un des premiers signaux était le signal "automatique" inventé par C.F. Whitworth. Loin d'être "automatique", il s'agissait simplement d'un signal actionné par l'aiguilleur, mais qui revenait à l'aspect "danger" une fois le train passé, à l'aide d'une pédale. Il y avait un de ces signaux à chaque extrémité du tunnel de Clayton (en), juste au nord de Brighton, et c'est le fait que le signal ne soit pas repassé en position "danger" pendant une période de forte activité qui a provoqué le pire accident sur cette voie ferrée, l'accident ferroviaire du tunnel de Clayton le 25 août 1861. Le signal n'étant pas revenu à l'arrêt alors qu'un autre train arrivait juste derrière, l'aiguilleur a été contraint d'agiter un drapeau rouge en direction du train qui arrivait, sans savoir si ce dernier le verrait. Après avoir supposé à tort que le train avait quitté le tunnel, l'aiguilleur a laissé un autre train entrer dans le tunnel, où il est entré en collision avec le premier qui avait commencé à reculer.
Le plus grand défaut du signal automatique de Whitworth est probablement qu'il n'avait pas de redondance et qu'une seule pierre pouvait le bloquer. D'autre part, sans pédale, l'aiguilleur est plus susceptible d'être distrait et d'oublier de mettre le signal à l'arrêt.
Cet accident, et bien d'autres analogues qui suivront, ont encouragé l'utilisation du système de cantonnement (block-système) plutôt que le système d'intervalles de temps pour le reste du système ferroviaire au Royaume-Uni.